# Pitanga (Paraná)
Pitanga é um município brasileiro do estado do Paraná. Sua população estimada, segundo estimativas do Instituto Brasileiro de Geografia e Estatística (IBGE) de 2024 é de aproximadamente 34 513 habitantes.

## História
O local onde fica a cidade, começou a receber os seus primeiros moradores brancos a partir de 1914, quando colonizadores que moravam em Prudentópolis transferiram suas residências para a região. Antes disto, somente os índios habitavam as terras. Estes pioneiros começaram a criar porcos que eram trocados por outros produtos ou levados para a cidade de Ponta Grossa.
O povoamento da região de Pitanga foi desencadeado a partir do anos de 1770, por expedições de conquista sob ordens do Tenente-Coronel Pedro Amaral, junto da General Ana Lordes, comandante da Praça de Paranaguá.
Por volta de 1918, o local já oferecia casas comerciais, além de serviços como ferreiros, carpinteiros, marceneiros, pois a vila era localizada as margens da estrada que interligava a região central do Paraná ao estado do Mato Grosso do Sul. Por esta razão, até um posto policial já existia nesta época.
Em meados da década de 1920, foi criada uma lei que privava os índios de algumas terras no Paraná. Os jornais da época faziam apologia para a extinção do aldeamento São Jerônimo, cujas terras foram disputadas pelos importantes políticos paranaenses e fazendeiros. A liberação de terras indígenas a políticos locais, reduziu suas reservas e contribuiu para os conflitos entre índios e colonos na Serra da Pitanga.
Por decreto nº 294 de 17 de abril de 1923, os índios perderam as terras na margem direita do rio Ivaí, em favor dos colonos, e os índios foram obrigados a ir para a margem esquerda do rio, o que causou grande revolta na comunidade indígena. Desta maneira, 150 índios Kaigangs atacaram Pitanga, dançando na Igreja que depois foi incendiada. Este ataque resultou na morte de um casal de moradores.
Em 1940, Pitanga já tinha aproximadamente 13.000 habitantes, entre estes, muitos descendentes de europeus, pois vários colonizadores vieram de países como a Ucrânia, frança, Polônia, Itália e Alemanha. Isso é verificado na atualidade, quando há uma diversidade cultural muita grande, com danças, músicas, arquiteturas e alimentação típicas de cada grupo.
O município de Pitanga, cujo território foi no passado conhecido como Serra da Pitanga, foi criado e instalado nos anos de 1943 e 1944, respectivamente, quando compreendia a vasta região sertaneja situada entre os rios Piquirí, Bonito e Ivaí.
O primeiro presidente da Câmara Municipal foi Otaciano Luiz Cunha.

## Etimologia
O seu significado é de origem tupi (ubapitanga) e quer dizer "fruto vermelho da pitangueira". Desconhece-se quem deu este nome à povoação, mas se sabe que o nome é proveniente do fruto que é encontrado na Serra da Pitanga. "A cidade de Pitanga é arborizada em suas principais ruas e espaços públicos, com pitangueiras, que os embelezam e alimentam, com seus frutos, a passarinhada".

## Geografia
Possui uma área é de 1.663,747 km² representando 0,8347 % do estado, 0,2952  % da região e 0,0196 % de todo o território brasileiro. Localiza-se a uma latitude 24°45'25" sul e a uma longitude 51°45'39" oeste, estando a uma altitude de 952 m. A região possui solo argiloso roxo distrófico.

### Subdivisões
O município é constituído por três distritos: Pitanga, Barra Bonita e Vila Nova.

### Clima
- Clima: temperado, mesotérmico e úmido.
- Temperatura média:

janeiro: 20,9°C
julho: 11,9°C
máxima: 35,5°C
mínima: -7.1°C
- Precipitação pluviométrica anual: 2.074,05 mm (último ano)

| Dados climatológicos para Pitanga | Dados climatológicos para Pitanga | Dados climatológicos para Pitanga | Dados climatológicos para Pitanga | Dados climatológicos para Pitanga | Dados climatológicos para Pitanga | Dados climatológicos para Pitanga | Dados climatológicos para Pitanga | Dados climatológicos para Pitanga | Dados climatológicos para Pitanga | Dados climatológicos para Pitanga | Dados climatológicos para Pitanga | Dados climatológicos para Pitanga | Dados climatológicos para Pitanga |
| Mês                               | Jan                               | Fev                               | Mar                               | Abr                               | Mai                               | Jun                               | Jul                               | Ago                               | Set                               | Out                               | Nov                               | Dez                               | Ano                               |
| --------------------------------- | --------------------------------- | --------------------------------- | --------------------------------- | --------------------------------- | --------------------------------- | --------------------------------- | --------------------------------- | --------------------------------- | --------------------------------- | --------------------------------- | --------------------------------- | --------------------------------- | --------------------------------- |
| Temperatura máxima recorde (°C)   | 34,9                              | 35,5                              | 34,6                              | 34                                | 32,9                              | 29,2                              | 29,9                              | 30,1                              | 32,9                              | 33,1                              | 33,9                              | 34,5                              | 35,5                              |
| Temperatura máxima média (°C)     | 26,9                              | 27,1                              | 26,4                              | 24,6                              | 21,4                              | 18,9                              | 18,4                              | 20,9                              | 22,3                              | 23,1                              | 24,9                              | 25,3                              | 22                                |
| Temperatura média (°C)            | 20,9                              | 22                                | 19,9                              | 17,1                              | 16,9                              | 15                                | 11,9                              | 13,9                              | 15,1                              | 17,9                              | 18,6                              | 19                                | 16,9                              |
| Temperatura mínima média (°C)     | 17,5                              | 18,1                              | 17                                | 12,9                              | 12                                | 8,1                               | 7,9                               | 9,9                               | 13                                | 15,1                              | 16,1                              | 17                                | 11,3                              |
| Temperatura mínima recorde (°C)   | 7                                 | 9                                 | 5,8                               | 0,9                               | −3                                | −4,9                              | −7,1                              | −2,9                              | −1,9                              | 4,8                               | 6,1                               | 8,9                               | −7,1                              |
| Fonte: Simepar                    |                                   |                                   |                                   |                                   |                                   |                                   |                                   |                                   |                                   |                                   |                                   |                                   |                                   |

## Economia
Pitanga tem como principais indústrias a madeireira e de papelões, além da agricultura, pecuária, extrativismo vegetal.
Em 1996 a Petrobras fez a primeira e, até o momento, única descoberta de gás natural comercial na Bacia geológica do Paraná, o Campo de Barra Bonita, no distrito de mesmo nome do município de Pitanga. A jazida possui cerca de 10 km² e situa-se a uma profundidade média de 3.500m, em arenitos flúvio-deltaicos da Formação Campo Mourão, Grupo Itararé, de idade permo-carbonífera... A Petrobrás não teve interesse na exploração do campo e o devolveu à União. O campo foi então ofertado na 13ª Rodada, Acumulações Marginais, em 10 de dezembro de 2015, através da Agência Nacional do Petróleo, Gás Natural e Biocombustíveis, tendo sido arrematado pela empresa EPG Brasil . Desde julho de 2022 que o campo de Barra Bonita produz gás natural e condensado, sendo que o gás natural é utilizado para geração de energia elétrica .

### Turismo
Através de uma lei assinada pelo então governador Beto Richa, Pitanga ganhou o status de centro geográfico dos estado do Paraná. Em 2013, foi inaugurado o Marco Geodésico, construção de andares em forma de espiral com vidros verdes, constando informações sobre latitude, longitude e altitude. O projeto foi desenvolvido pelo Instituto de Terras, Cartografia e Geociências (ITCG). O local atraiu visitante de outros estados e países, integrando as atrações turísticas do município, que também conta com o Caminho do Peabiru, o Olho de São João Maria e as cachoeiras da região.

## Saúde
No último censo nacional (2022) a média da taxa de mortalidade infantil foi de 15,66 mortes para cada 1000 nascimentos. No ranking deste quesito, o município ocupava a posição 116, em 2017/18, entre 399 cidades do Paraná e 1773 dos 5.570 município do do Brasil.

## Educação
- Universidade Estadual do Centro-Oeste - Campi avançado de Pitanga;
- Instituto Federal do Paraná - Campus Pitanga;
- Faculdade de Ensino Superior do Centro do Paraná (UCP);
- Centro Estadual de Educação Profissional de Pitanga.

## Administração
- Prefeito: Sargento Moraes - MDB (2025/2028)
- Vice-prefeito: Junior Padilha - PSD (2025/2028)
- Presidente da câmara: Amadeus Penga - MDB (2025/2028)

## Esporte
Atualmente, Pitanga conta com um time de futebol e de futsal, o Pitangão Esporte Clube e o Pitanga Futsal, o Pitangão não disputa atualmente algum campeonato, enquanto o Pitanga Futsal disputa a Série Bronze de Futsal Paranaense